# ラ・ロッシュ＝オー＝フェ

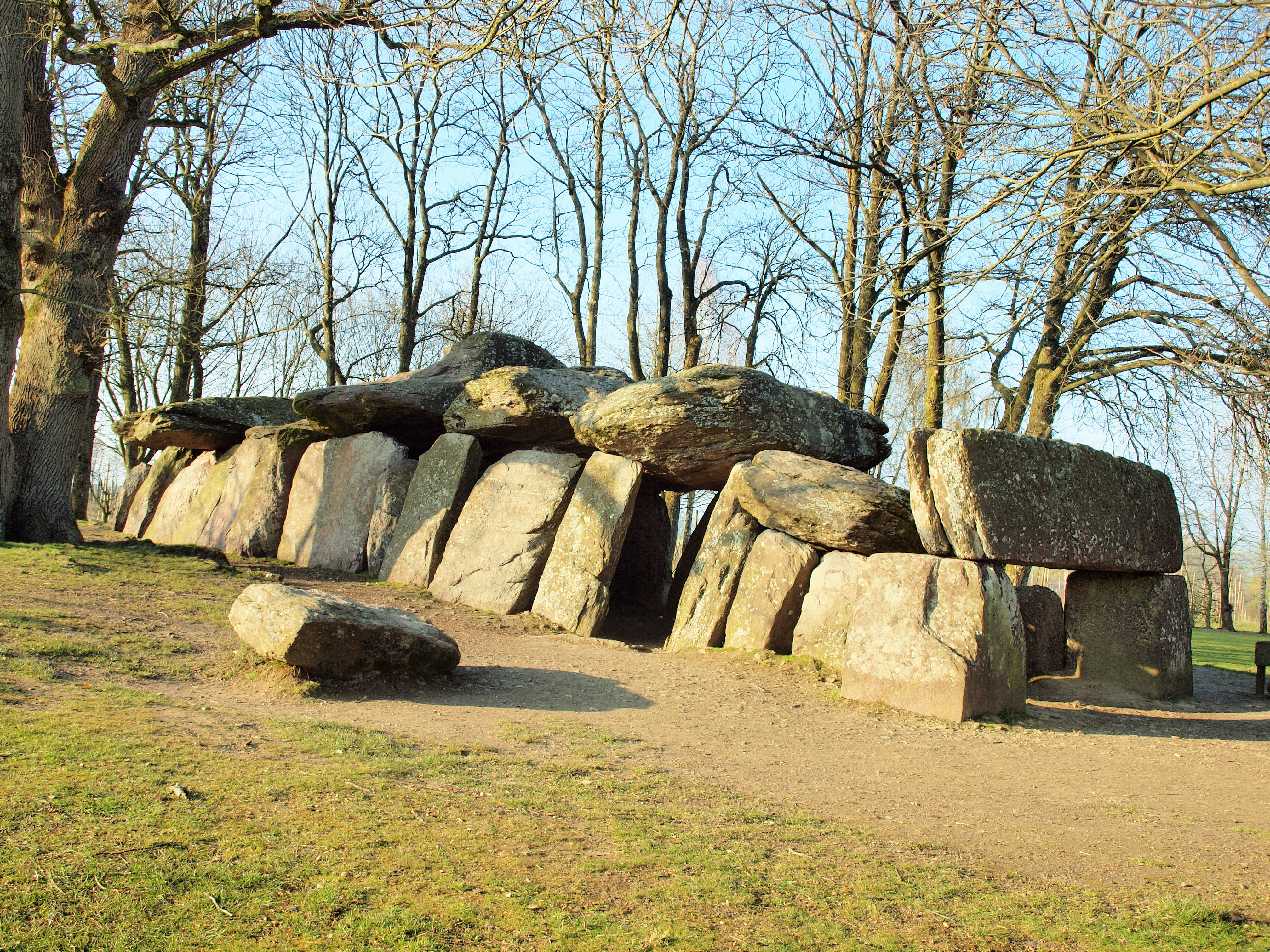
『妖精の岩』(2016年3月撮影)

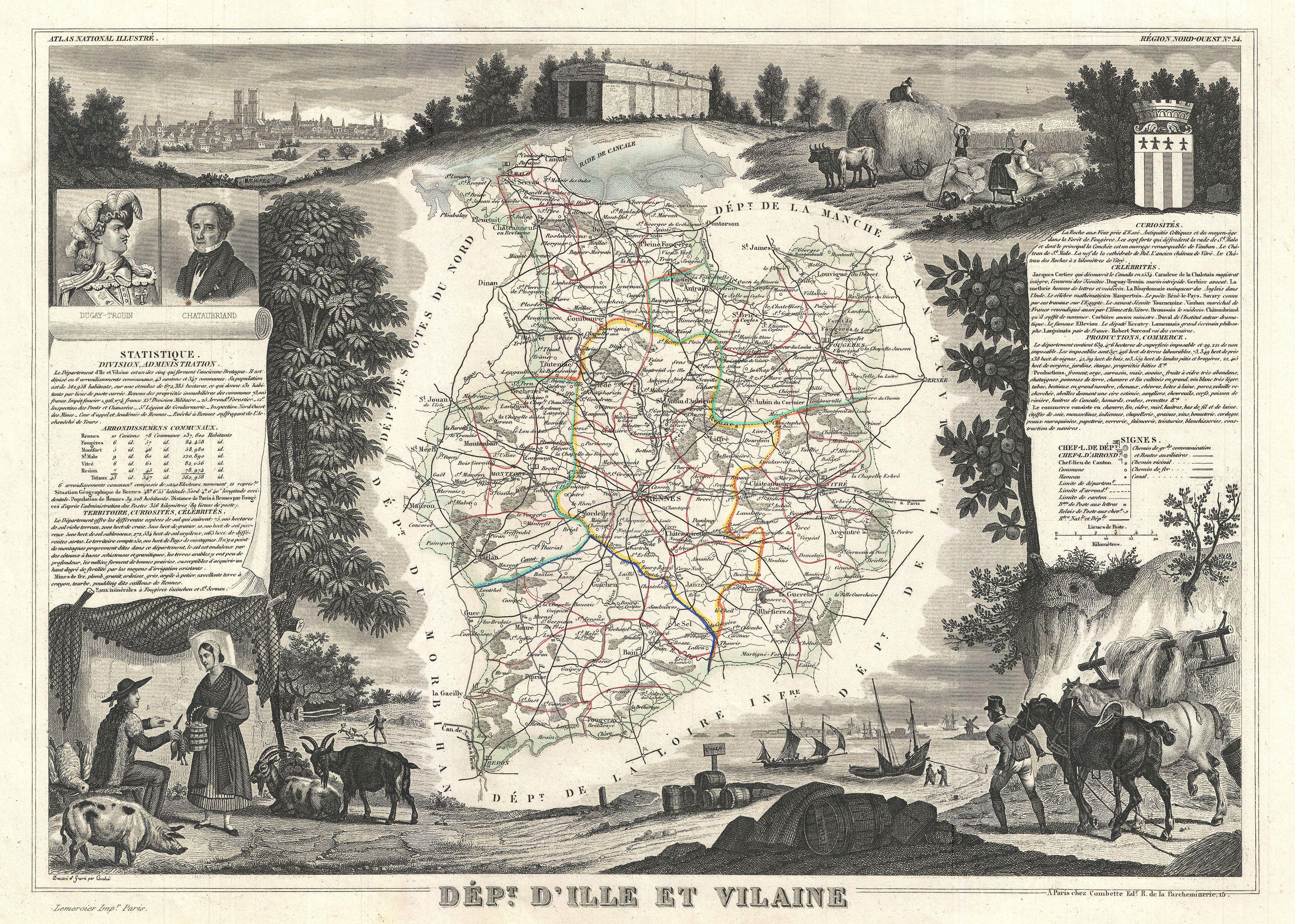
イル＝エ＝ヴィレーヌ県の地図 (1852年)

ラ・ロッシュ＝オー＝フェ (仏：La Roche-aux-Fées、日本語：妖精の岩) は、フランス北西部のブルターニュ地域圏、イル＝エ＝ヴィレーヌ県のコミューン、エッセにあるドルメン（支石墓）である。名称は妖精によってもたらされた岩という伝説に基づいている。
40を超える数の岩で構成されており、内部には幅の4倍の長さの通路があり、北西から南南東の方角に位置している。これは、フランスで最初に分類された1,000点の歴史的記念物に含まれており、指定当時イル＝エ＝ヴィレーヌ県に存在する4つのモニュメントの内のひとつである。

## 位置
*以下、表記を『妖精の岩』とする。

『妖精の岩』はレンヌの南東約30km、エッセの南南東3kmのラ・ロッシュのコミューンとルーヴレ農場の近くにある。ル・ティル＝ド＝ブルターニュのコミューン国境からさほど離れていない、エッセとレティエの間の部門道路341号沿い、セイシュの谷の標高約70m地点に位置する。同類のドルメンはそのほとんどがアンジューにあるが、このような孤立した場所にあるものは異例である。この地域には他にもいくつかのドルメンがある。以下に例を挙げる。
- 「ランフォールの石」- ル・ティル＝ド＝ブルターニュの森の南部
- 「ピエール＝オー＝フェのメンヒル」- ジャンゼ[M 1]
- 「リシェブールのメンヒル」- レティエ[M 2]
- 「石畑とホレル畑のメンヒル」- ル・セル＝ド＝ブルターニュ[M 3]
- 「ラ・タブル＝オー＝フェ」- ソルニエール

地名はカッシーニ・マップのほか、ほとんどのフランスの地図に載っている。『妖精の岩』は共同体のロッシュ・オー・フェ・コムナーテにもその名称を与えている。

## 歴史

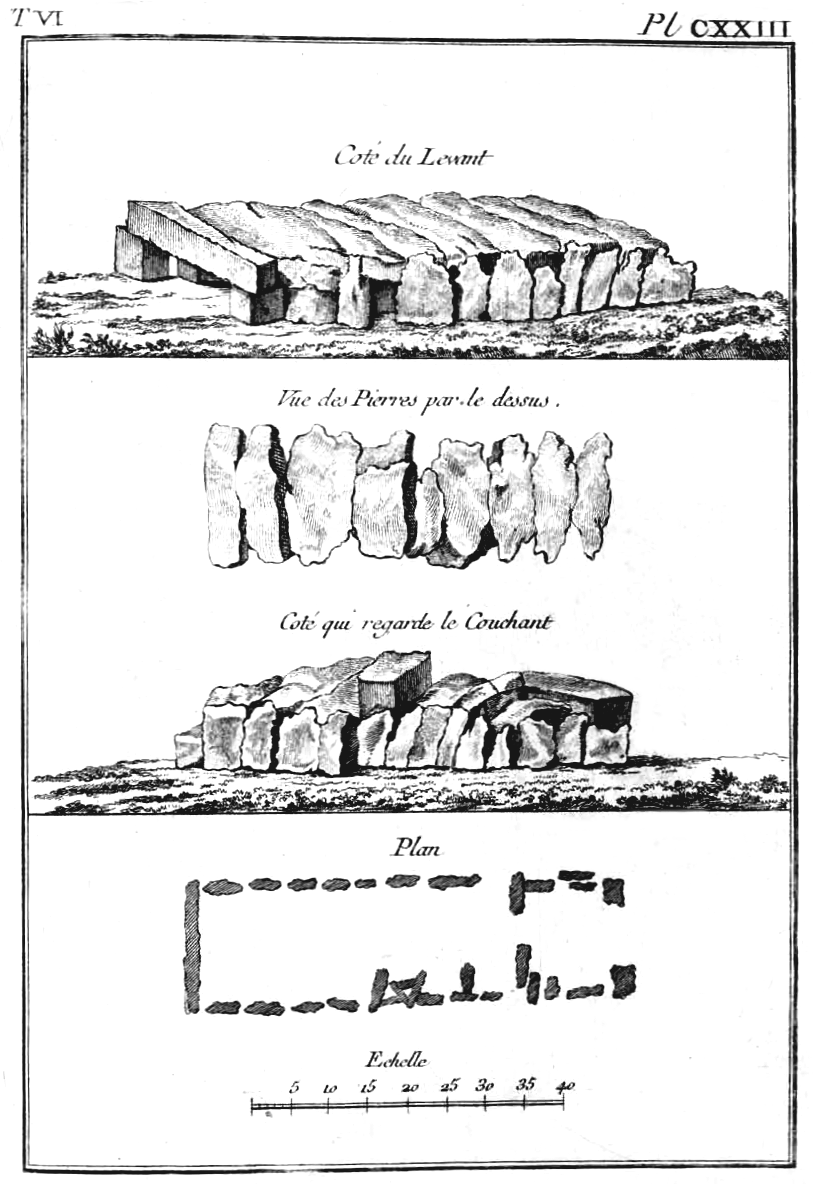
カイラスによるスケッチ (1756年)

これらのドルメンが造られた正確な時期は不明であるが、ひとつの仮説によるとフランスの新石器時代 、紀元前3,000年から2,500年の間とされている。
18世紀末に公的機関の許可なしの発掘が農民によって行なわれたが、新しい発見は報告されていない。
最初の証明書のひとつは1752年のアベ・ルーセル（Abbé Roussel）のものである。
1756年、アン・クロード・ド・カイラスはいくつかの解説と描写を行なった。 
かつて、レドネスが住んでいたレンヌ司教区にある小教区「ティル」と「エッセ」の境で、古い森の真ん中に「妖精の岩」の名前で国民が知っている特異な作品...—アン・クロード・ド・カイラス『エジプト、エトルリア、ギリシャ、ローマの古代遺物のコレクション』
1789年、第16竜騎兵隊は火災に見舞われた『妖精の岩』で騒ぎ、屋根の下部に損傷を与えた。
19世紀前半から、地元の考古学会、主にイル＝エ＝ヴィレーヌ考古学協会が数回訪問調査を行なっており、いくつかの報告書が作成されている。それにも関わらず、詳細な考古学的発掘は行なわれておらず、現地での陶磁器などの発見も報告されていない。
『妖精の岩』は観光地となり、1855年頃、外国人（ある証言によると英語圏）が三石構造の入口の上部の石を損傷した。ここは、1840年に保護された歴史的建造物のリストに分類された1034点の歴史的記念物のひとつであり、イル＝エ＝ヴィレーヌに位置する4つの内のひとつである。
2010年にこの場所は 歴史的記念物研究所の調査の対象となり、記念碑の健康診断を行ない、その保存に関する推奨事項を定めた。その目的は、年間35,000人と推定される訪問者の流れをコントロールすることである。これは、石のゆるみ、特定のブロックの土台の劣化、さらには亀裂の拡大に対処する。2018年にはモニュメントの周辺と内部の地面を均一にするためにジオテキスタイルの生地を使って石と地面にあらたな補修が施された。長さ99メートルの低いフェンスによって『妖精の岩』が囲われ、看板には記念碑のもろさについての説明文が掲示されている。

## 構造

上から見た概略図

『妖精の岩』はアンジェビン型回廊ドルメンである。屋根付きの通路ではなく、一連の柱廊玄関で構成されており、玄関ホールが前にある主人の寝室が含まれている。メインルーム自体は南側の部屋の壁に配置された3つの横方向の石によって4つの部分（おそらく家族の納骨室）に分割されている。
『妖精の岩』は冬至の日の出に合わせて北北西から南南東に向けられている。この時、太陽の光が数分間下の石を照らす。
ほとんどの研究者は石の数を40から42とし、その中で最も重いものは40トンに達する。青色と紫色の概略図は41個の石の配置を示している。青色で示した9つの平板の石（テーブル）のうちのひとつは他の石よりもはるかに小さく、紫色で示した32の垂直の石（オルソステート）は、傾斜したものとベッドサイド用の大きいものとを含む。また、木の根に囲まれた石が離れて横たわっている。
柱廊玄関のテーブルは長さが5.5メートルあり、高さ1メートルの2本の柱の上に置かれている。これは1855年まで明らかに不安定だった。
構造と形状は平行六面体に近く、長さは19.5メートルで、幅は約4.7メートル、高さは最大で4.1メートルである。3.5メートルの長さの控え室は2つの横方向のスラブで構成されたドアを介して連絡するメインルームよりもわずかに低くなっている。
石はオルドビス紀の紫色の未抽出結晶片岩から造られている。ここから約5km離れたル・ティル＝ド＝ブルターニュの森は、この種の石を探すには最も近い場所となる。
発掘調査では証明されていないが、このタイプのモニュメントは、石の多い立地場所から、モニュメントが当初からチェンバード・ケアンのような瓦礫で覆われていたことを示すものである。またこれと同類のモニュメントに存在する骨片から、これが葬儀の役割を果たしたと推測できる。
『妖精の岩』の3Dモデルは、ヘリティッジ・トゥゲザー・プロジェクトが写真測量法を用いて作成した。

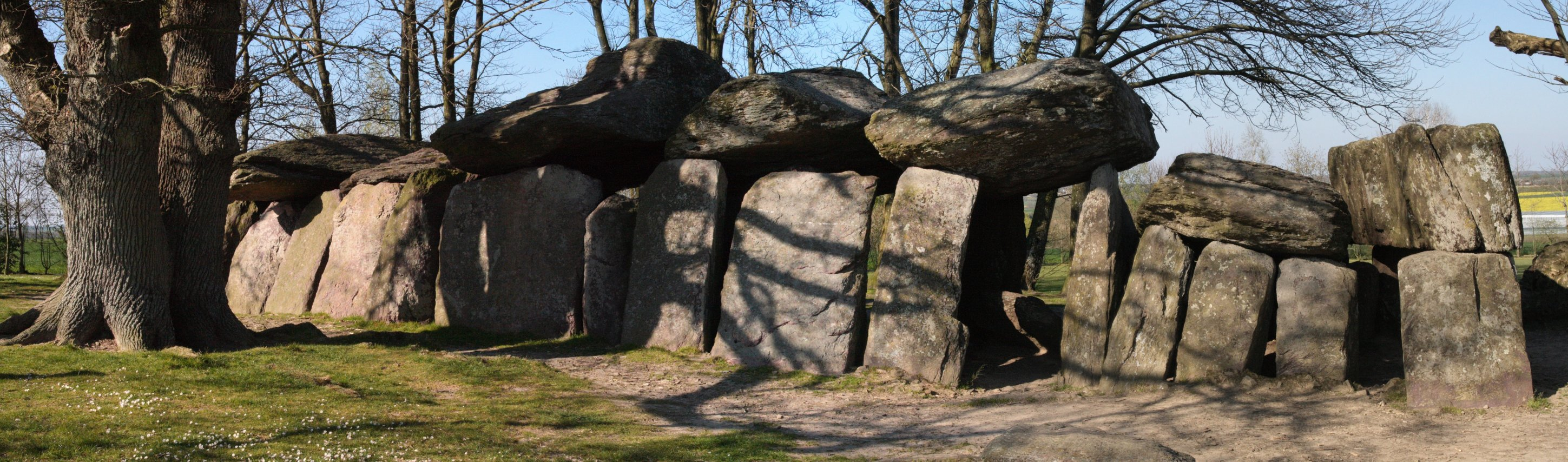
別方向からの外観
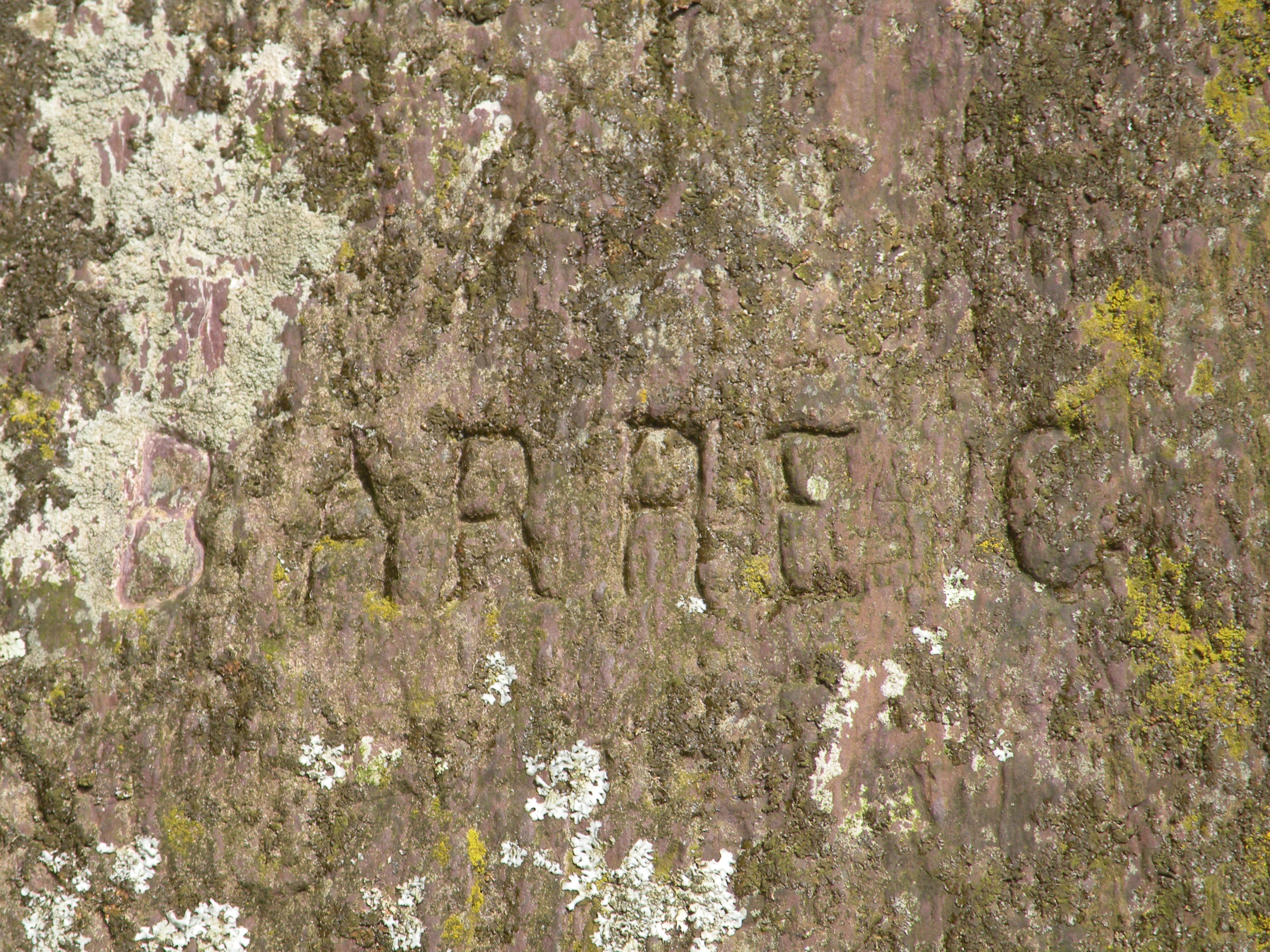
碑文
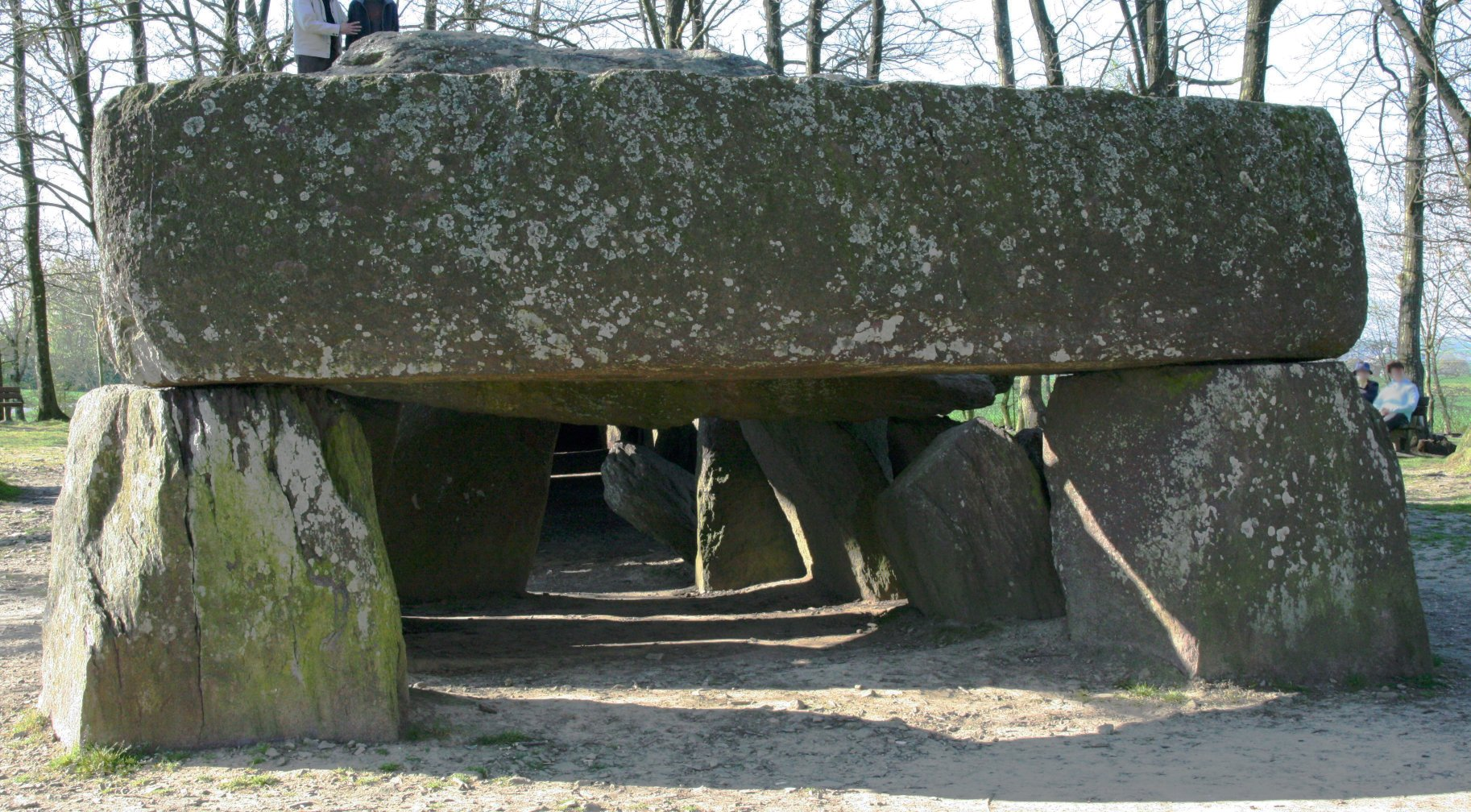
入り口
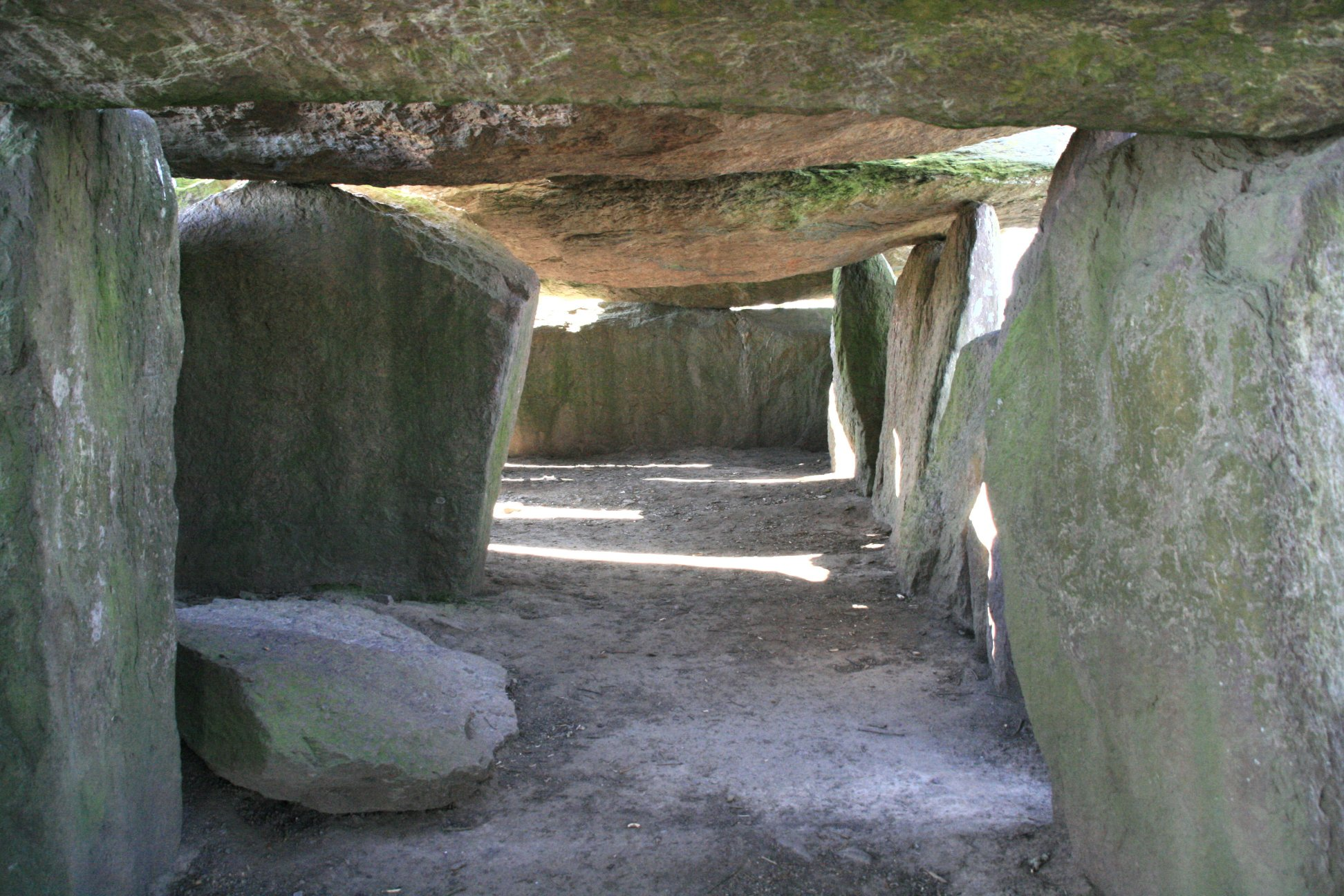
寝室

## 伝説

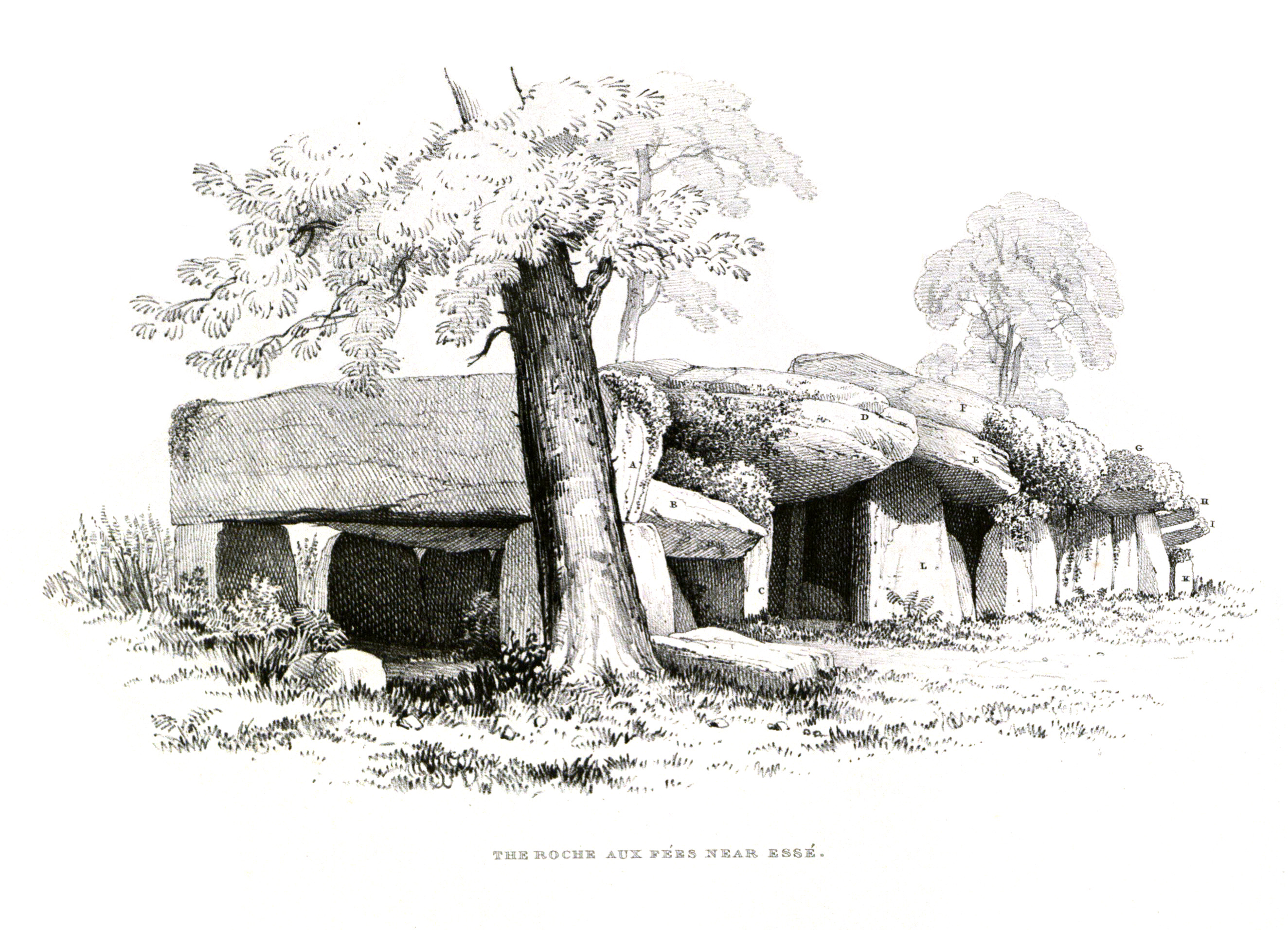
1834年のスケッチ

いくつかの伝説や言い伝えは、エッセに定住し、『妖精の岩』、すなわち彼らの家を建てるために協働する妖精に関するものである。建物が完成した時、建築者の妖精は不要となった大きなブロックを運ぶ妖精の後ろから警告した。そのため、後者はエプロンから石を落とし、ランフォールやトロワ・マリーの湿原にメンヒル群ができた。
またある言い伝えは絶えず変化する石の数についてのものである。特に新婚のカップルは女性が時計回りに、男性が反時計回りにそれぞれ『妖精の岩』を周って、新月の石の数を数えなければならないという言い伝えがあり、2人が数えた個数が合えば、カップルの絆は永遠であるとされる。また、「カップルの誠実さを証明するゆるい石」もある。

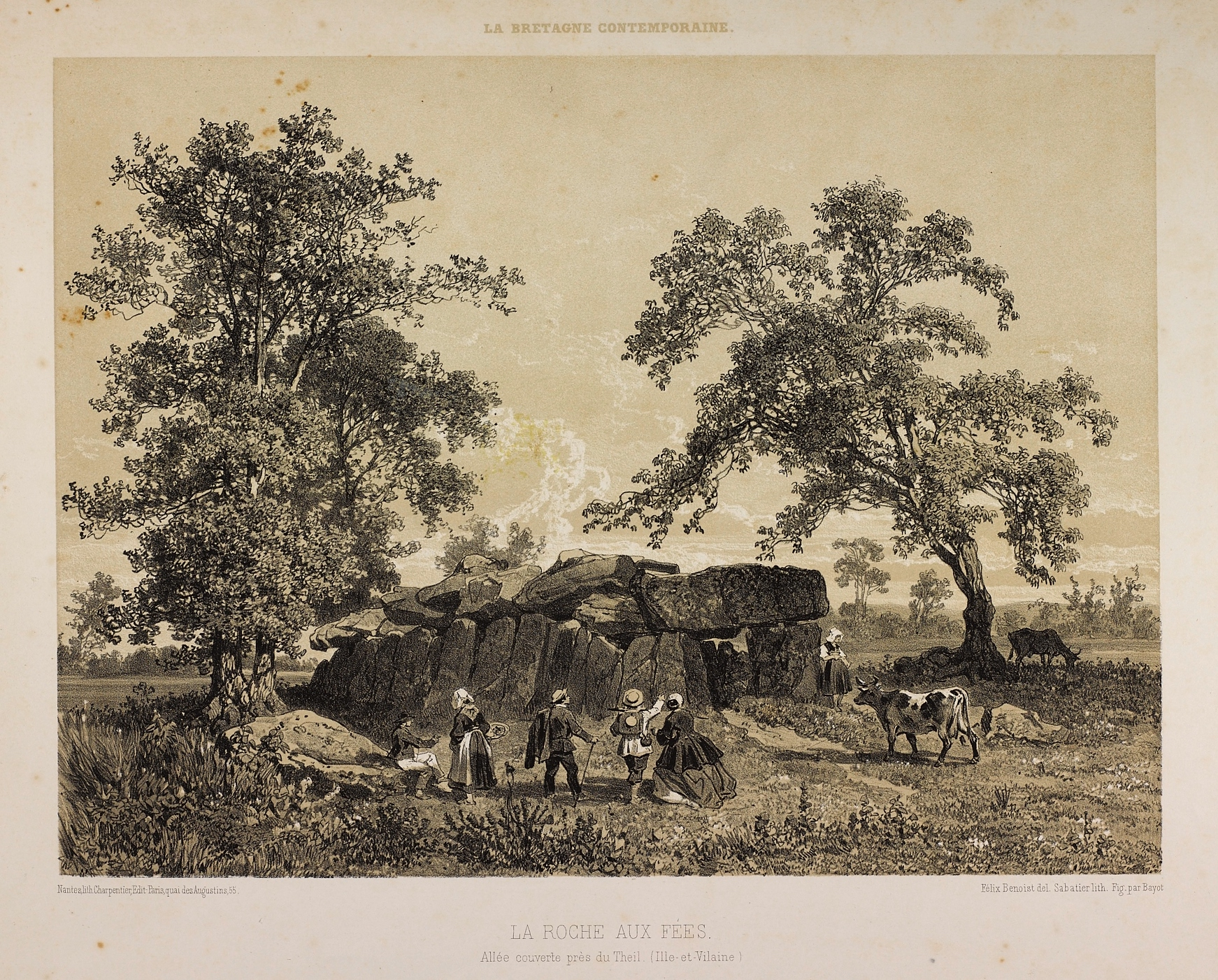
『現代のブルターニュ』挿画 (1867年)

19世紀に収集された言い伝えでは『妖精の岩』を妖精たちが善良な人々の魂を守るために建てた洞窟としているが、これらの妖精たちは2世紀程前に樹木が枯れたときに逃げ出したという。それ以来、石の隙間を風が吹き抜けて立てる音は、彼らがもう訪れない魂の嘆きと伝えられている。また、『妖精の岩』を破壊した者は1年のうちに死ぬとも言われている。
一方、これをローマの将軍の墓であるとする言い伝えもある。 18世紀の地理学者、ジャン＝バティスト・オジェーはこう述べた。
地元の人々は、それが妖精の古代の神殿であることを望んでおり、そのために彼らの先祖は大きな敬意を払っていました。馬鹿げた意見ですが、そう思うのは最も無礼な農民であるという事実に注意を払えば驚くに値しません...賢明な人々は、この記念碑がローマの将軍の墓であると信じています。—ジャン＝バティスト・オジェー『ブルターニュの歴史地理事典』
ほぼ1世紀後、これに対して歴史家のアルチュール・ド・ラ・ボードリーが答えた。
ここで、より粗雑なもの、農民の詩的な伝説、または賢明な人々の衒学的な失態を選択するのはあなたに任せます。—アルチュール・ド・ラ・ボードリー『現代のブルターニュ』
1904年、歴史家で民俗学者のアドルフ・オランは著書の『ガロの国の物語 / ホーの妖精』の序文でこれについて説明した。この物語では、木こりの男とその妻は、無尽蔵の金貨が入っている魔法の財布と引き換えに、『妖精の岩』の中に開かないようにした鍋を埋める。 また他の伝説では、農民はふるいまたは熱湯で彼を盲目にし、農場の新生児を交換しようとする妖精を欺き、それでもあえて成そうとする妖精に向かってこう答える「それは私です」（オデュッセウスがポリュペーモスの問いに対して「誰でもない」と答えたように）。

## 同類
他にも同類の巨石がいくつかある。屋根のあるドルメンはフランス全土で見られるが、これに最も類似した巨石は、柱廊玄関のあるアンジェビン型のものである。これらは主にアンジュー地方で見られるが、ブルターニュにはほんのわずかしか存在しない。それは『妖精の岩』のほか、モルビアン県にあるクールノンとラ・シャペル＝カロの2点である。
ソミュールにあるバニューのドルメンはその構造とスケールの観点から、『妖精の岩』と最も類似するモニュメントのひとつである。